# Ragna Crimson
Ragna Crimson (яп. ラグナクリムゾン, Raguna Kurimuzon) — манґа, написана та проілюстрована Дайкі Кобаяші. Вона публікується в журналі Monthly Gangan Joker від Square Enix з березня 2017 року, а її розділи зібрані у 14 томах танкобонів станом на червень 2024 року. Аніме-адаптація, створена студією Silver Link, транслювалася з жовтня 2023 року до березня 2024 року.

## Сюжет
Хлопець на ім'я Рагна був мисливцем на драконів у місті Ронабера королівства Лезе. У 12 років він став партнером Лео (Леоніка), геніальної мисливиці на драконів і заробляв на життя полюванням на драконів. Оскільки Рагна не мав талантів для цієї професії, він прагнув жити поруч з Лео до самого кінця, тренуючись щодня в мечах. Але 21 лютого 498 року за сонячним календарем, Рагна побачив сон в якому загадковий чоловік показав йому смерть Лео. Відтоді Рагна почав бачити цей сон щодня. Шість днів після того як Рагна почав бачити цей сон, з'являється інформація, що місто Доноп'єлу, відоме як «місто без мисливців на драконів», було зруйноване величезним стадом драконів. Відчуваючи страх, Рагна запропонував Лео втекти, але одразу після цього Ронабера була атакована високорівневим драконом Грюмвелте. Рагна намагається атакувати дракона, який є надзвичайно сильним навіть для мисливців на драконів, але його відкидають силою удару.
Летючи в повітрі і потрапляючи у річку, Рагна бачить продовження того самого сну. Він бачить себе після втрати Лео, який вирішує помститися і винищити всіх драконів. Він продовжує боротися з драконами, втрачаючи багато чого, але стаючи сильнішим, перевершуючи свої власні межі. Продовження сну — це його майбутнє, а загадковий чоловік — це насправді майбутній Рагна. Він став сильнішим за десятки років, здобувши силу щоб захистити все, але на жаль, вже запізно і він втратив усе. Майбутній Рагна зі сльозами звертається до нього, аби він здобув силу щоб захистити Лео.
І з використанням техніки «срібного бою», якою володів його майбутній я, Рагна здобуває перемогу над Грюмвелте. Ось так він захищає Лео і стає «палачем драконів» набагато раніше за події оригінальної історії.

## Персонажі
Ранга (яп. ラグナ, Raguna)
Сейю: Чіакі Кобаяші, Нобутоші Канна (майбутнє)
Головний герой історії, інколи називається «Жнецем» за задумом Крімзона. У три роки Рагна втратив батьків через драконів, пережив кілька нападів на родичів та сім'ю що його викупила і почав вірити що він проклятий. Однак після зустрічі з Лео, він змінив погляди та почав вважати її героїнею. Не маючи таланту до полювання на драконів, Рагна сподівався залишитися поруч із Лео до своєї смерті. Але дізнавшись від майбутнього себе, що це неможливо, він перейняв силу майбутнього Рагни і поклявся винищити всіх драконів, щоб захистити своїх близьких. Після того, як він отримав силу, Рагна почав уникати людських контактів, вважаючи що з ним можуть спілкуватися тільки мертві чи безсмертні. Проте, співпрацюючи з Міхелем та Срібним Загоном, він почав прагнути жити серед людей. Його тіло стало злитим зі срібним мечем і він воює використовуючи «срібну енергію», здатний боротися з вищими драконами. Він може заряджати свої предмети срібною енергією, збільшуючи їх потужність, а також сприймати своє тіло як меч для підвищення витривалості. Він має здатність чинити опір магії «часового керування» Альтематії. Однак Рагна погано веде переговори. Під час зустрічі з Крімзоном він неправильно зрозумів пораду щодо покращення привабливості і почав зневажливо ставитися до нього. У нього замкнутий характер. Спочатку коли Лео була поруч, це не турбувало, але після їх розставання він почав уникати натовпів і мав труднощі в спілкуванні. Спочатку Крімзон вважав його без ініціативи, з надмірною силою.
Крімсон/Крімзон (яп. クリムゾン, Kurimuzon)
Сейю: Аюму Мурасе
Крімзон — один із головних персонажів з андрогінним виглядом і здатністю змінювати зовнішність. Ліве око має вертикальний зіничний розріз, як у драконів. Колишній драконій король і лідер «Кровної родини крил», який прагне знищити всіх драконів включаючи себе, використовуючи часові петлі. У майбутньому він намагається залучити Рагну для боротьби, передаючи йому силу і в сучасному часі маскується як слуга Мелгубде. Не може використовувати свою силу драконього короля, але має інші магічні здібності: маніпулює енергією, покращує тіло Рагни, викликає зброю з іншого простору та змінює людські спогади. Завдяки зберіганню серця в іншому вимірі він безсмертний. Крімзон має великий досвід у боротьбі з драконами, знаючи їхні звички та здібності. Холодний і самовпевнений, він не вагається жертвувати людьми заради досягнення цілей. Його жорстокість робить його «чорною сутністю смерті». Однак, у несподіваних ситуаціях або при критиці, він може легко панікувати.
Слиз (яп. スライム, Suraimu)
Сейю: Файруз Ай
Слайм, створений Крімзоном. Рагна називає його «Слайм-семпай». Спочатку він ховався в череві Крімзона. Хоча він багато говорить, Крімзон часто змушує його замовкнути. Інтелект не високий і після отримання шоку він забуває небажані спогади. Відчуваючи запах драконів, він їх виявляє і з'їдає. Тіло слайма дуже шкідливе для драконів, бо його кислотне впливання може обпекти їх. Зазвичай він виглядає як маленький хлопчик, але може змінювати свою форму. Він використовує свою форму для розвідки, змінюється на тривимірну карту або захоплює ворогів. Часто діє разом з Рагною для спостереження. Він слухається свого господаря Крімзона, але коли Рагна відокремлюється від Крімзона, слайм виявляє співчуття і бажання «жити разом і сміятися».
Химера (яп. キメラ, Kimera)
Сейю: Ното Маміко
Синтетичний звір, створений Крімзоном. У серії вона може перетворюватися на котячу дівчину з чотирма вухами або на велику котячу істоту з тими ж чотирма вухами. Володіє різними техніками, що використовують тіні, які створюються світлом. Її інтелект дещо обмежений, і вона слабко розбирається в числах. Має погані стосунки з Големом, і на момент першої появи Крімзона, вони сваряться на очах у нього. Крім того, Хімера ревнує Рагну, якому Крімзон надає більше уваги, і не схвалює його. Спочатку вона була поруч із Крімзоном, але вперше проявилася лише після прибуття до королівства.
Голем (яп. ゴーレム, Gōremu)
Сейю: Тоті Хірокі
Механічна лялька, створена Крімзоном. Він може міняти своє тіло відповідно до завдання, тому його зовнішність не постійна. Спочатку він замінив віце-генерала Резе «Бартло Рована», щоб слідкувати за королівським двором і «Кровною родиною крил». Також має здатність використовувати муху для розвідки, змінювати праву руку на снайперську гвинтівку для прицільних пострілів. На відміну від інших слуг Крімзона, він має середній рівень інтелекту, є розумним і злегка легковажним. Використовуючи свою маску, він проводить дозвілля в пивних з жінками або навіть порушує накази, щоб перевірити почуття Крімзона. Має погані стосунки з Химерою.
Старлія Лейзе (яп. スターリア・レーゼ, Sutāria Rēze)
Сейю: Ріна Хідака
Друга принцеса Лейзе та командувачка Срібної армії, 16-річна Старлія Лейзе, має срібне тіло та може маніпулювати предметами за допомогою телекинезу. Від народження не має рук, але використовує зір «Зоряного світла» для контролю аури. Її називають «Срібною принцесою» за здатність керувати срібними предметами. З дитинства відзначалася бойовою майстерністю: у 6 років знищила драконів, у 7 виграла поєдинок, а в 8 знищила армію драконів. У 9 років запобігла перевороту. Виготовляла срібні обладунки, здобувши репутацію майстра. Під час зустрічі з Крімзоном і Рагною вона спершу намагалася стратити Крімзона, але закохалася в Рагну, побачивши його срібну форму. Згодом вона погодилася на співпрацю. У війні з Ортом Зора та Тарактектором вона отримала поранення, але змогла змінити хід битви. Після вибуху Тарактектора передала свою свідомість Рагні. Після поразки її схопив Вольтекум, а Орта Зора вбив її, відтяпивши голову. Проте вона вижила, бо голова була швидко приєднана до тіла. Орта Зора ввів «отруйний знак» і вона була ув'язнена. Коли армія Срібної армії та Рагна вторглися в столицю, вона передала Рагні свій меч «Срібна комета», але здавалось померла. Проте отрута не вбила її і Крімзон врятував її після перемоги.
Лео (яп. レオニカ, Reonika)
Сейю: Інорі Мінасе
Альтематія (яп. アルテマティア, Arutematia)
Сейю: Рейна Уеда

## Медіа

### Манґа
Написана та проілюстрована Дайкі Кобаяші, Рагна Крімсон почала публікуватися в сьонен-журналі манґи Monthly Gangan Joker від Square Enix 22 березня 2017 року. Square Enix зібрала розділи манґи в окремі томи танкобонів. Перший том було випущено 21 жовтня 2017 року. Станом на 20 червня 2024 року вийшло 14 томів.
У Північній Америці серія ліцензована для випуску англійською мовою під імпринтом Square Enix Manga & Books.
| №  | Дата виходу       | ISBN                   |
| -- | ----------------- | ---------------------- |
| 1  | 21 жовтня 2017    | ISBN 978-4-7575-5506-8 |
| 2  | 22 грудня 2017    | ISBN 978-4-7575-5558-7 |
| 3  | 21 липня 2018     | ISBN 978-4-7575-5790-1 |
| 4  | 22 січня 2019     | ISBN 978-4-7575-5981-3 |
| 5  | 22 липня 2019     | ISBN 978-4-7575-6180-9 |
| 6  | 22 січня 2020     | ISBN 978-4-7575-6475-6 |
| 7  | 21 липня 2020     | ISBN 978-4-7575-6756-6 |
| 8  | 22 січня 2021     | ISBN 978-4-7575-7041-2 |
| 9  | 20 серпня 2021    | ISBN 978-4-7575-7428-1 |
| 10 | 22 березня 2022   | ISBN 978-4-7575-7828-9 |
| 11 | 22 серпня 2022    | ISBN 978-4-7575-8084-8 |
| 12 | 22 червня 2023    | ISBN 978-4-7575-8621-5 |
| 13 | 21 листопада 2023 | ISBN 978-4-7575-8907-0 |
| 14 | 20 червня 2024    | ISBN 978-4-7575-9264-3 |
| 15 | 21 січня 2025     | ISBN 978-4-7575-9622-1 |

### Аніме
Аніме-адаптацію телевізійного серіалу було оголошено 19 березня 2022 року. Серіал створено студією Silver Link під керівництвом Кена Такахаші. Сценарії написані Деко Акао, дизайн персонажів розроблений Сінпеєм Аокі, а музику склали Кодзі Фудзімото та Осаму Сасакі. Дві частини першого сезоне поспіль виходили в ефір з 1 жовтня 2023 року по 31 березня 2024 року на Tokyo MX та інших мережах. Перша початкова пісня — «Roar» у виконанні Ulma Sound Junction тоді як перша кінцева тема — «Rinkaku» (яп. 鱗角) у виконанні Watashi Kobayashi. Друга початкова пісня — «Kannōsei Liberation» (яп. 感脳性リベレーション) у виконанні saji, а друга завершальна пісня — «Sora ni Shirube yū» (яп. 空に標結う), яку знову виконує Ваташі Кобаясі.
На Anime Expo 2022 компанія Sentai Filmworks оголосила, що отримала ліцензію на серіал за межами Азії. Muse Communication отримала ліцензію на серіал для Південної та Південно-Східної Азії.

#### Список серій
| № серії | Назва серії                                                                                      | Режисер(и)                     | Режисер(и) анімації         | Оригінальна дата показу |
| ------- | ------------------------------------------------------------------------------------------------ | ------------------------------ | --------------------------- | ----------------------- |
| 1       | «День, коли народився Шініґамі» Транслітерація: «Shinigami ga Umareta Hi» (яп. 死神が生まれた日) | Кен Такахаші                   | Кен Такахаші                | 1 жовтня 2023           |
| 2       | «Початок історії» Транслітерація: «Monogatari no Hajimari» (яп. 物語の始まり)                    | Масамуне Хірата                | Масамуне Хірата             | 8 жовтня 2023           |
| 3       | «Агітація» Транслітерація: «Kakuhan» (яп. 攪拌)                                                  | Юута Маруяма                   | Сейдзі Окуда і Кен Такахаші | 15 жовтня 2023          |
| 4       | «Пригода» Транслітерація: «Akushon» (яп. アクション)                                             | Мірай Мінато                   | Гуічі Івахата               | 22 жовтня 2023          |
| 5       | «Крило» Транслітерація: «Hane» (яп. 羽)                                                          | Ямато Оучі                     | Казуакі Моурі               | 29 жовтня 2023          |
| 6       | «Возз'єднання» Транслітерація: «Saikai» (яп. 再会)                                               | Сінтару Ітога                  | Коічі Охата                 | 5 листопада 2023        |
| 7       | «Вчинок і провина» Транслітерація: «Sakui to Kashaku» (яп. 作為と呵責)                           | Кен Такахаші і Масамуне Хірата | Хіроакі Йосікава            | 12 листопада 2023       |
| 8       | «Болючий удар» Транслітерація: «Itamashī Dageki» (яп. 痛ましい打撃)                              | Юсуке Секіне і Шин Оонума      | Акіра Нішіморі              | 19 листопада 2023       |
| 9       | «Переговори та справжня природа» Транслітерація: «Kōshō to honshō» (яп. 交渉と本性)              | Масамуне Хірата                | Масамуне Хірата             | 26 листопада 2023       |
| 10      | «Ставки та співпраця» Транслітерація: «Rigai to Kyōtō» (яп. 利害と共闘)                          | Юута Маруяма                   | Коічі Охата                 | 3 грудня 2023           |
| 11      | «Тактика і знання» Транслітерація: «Senjutsu to Chishiki» (яп. 戦術と知識)                       | Нобутака Чікахаші              | Гуічі Івахата               | 10 грудня 2023          |
| 12      | «Рішучість і готовність» Транслітерація: «Ketsui to Junbi» (яп. 決意と準備)                      | Ямато Оуічі                    | Акіра Нішіморі              | 17 грудня 2023          |
| 13      | «Герой битви» Транслітерація: «Senjō no Shuyaku» (яп. 戦場の主役)                                | Кентару Ііно і Шахта Томонорі  | Міна Окіта                  | 14 січня 2024           |
| 14      | «Нетерпіння і пильність» Транслітерація: «Aseri to Keikai» (яп. 焦りと警戒)                      | Наокі Хісікавва                | Хіроміцу Каназава           | 21 січня 2024           |
| 15      | «Приховане пробудження» Транслітерація: «Senzai Suru Kakusei» (яп. 潜在する覚醒)                 | Міка Іноуе                     | Коічі Охата                 | 28 січня 2024           |
| 16      | «Воля до опору» Транслітерація: «Aragau Ishi» (яп. 抗う意思)                                     | Дзюня Кошіба                   | Казуакі Моурі               | 4 лютого 2024           |
| 17      | «Мій товариш» Транслітерація: «Watashi no dōshi» (яп. 私の同志)                                  | Наойоші Кусака                 | Акіра Нішіморі              | 11 лютого 2024          |
| 18      | «Кінець битви на смерть» Транслітерація: «Shitō no Owari» (яп. 死闘の終わり)                     | Масамуне Хірата                | Масамуне Хірата             | 18 лютого 2024          |
| 19      | «Причина для боротьби» Транслітерація: «Tatakau Riyū» (яп. 戦う理由)                             | Дзюн Фукута                    | Акіра Нішіморі              | 25 лютого 2024          |
| 20      | «Просто дивись на мене» Транслітерація: «Ore o Miteitekure» (яп. オレを見ていてくれ)             | Мічіру Ітабісаші               | Казуакі Моурі               | 3 березня 2024          |
| 21      | «Слова не потрібні» Транслітерація: «Kotoba wa Iranai» (яп. 言葉はいらない)                      | Дзюн Фукута                    | Казуакі Моурі               | 10 березня 2024         |
| 22      | «Крилатий монарх» Транслітерація: «Tsubasa no O» (яп. 翼の王)                                    | Ямато Оучі                     | Коічі Охата                 | 17 березня 2024         |
| 23      | «Бог Блискавки» Транслітерація: «Raijin» (яп. 雷神)                                              | Масамуне Хірата                | Казуакі Моурі               | 24 березня 2024         |
| 24      | «Світло» Транслітерація: «Hikari» (яп. 光)                                                       | Кен Такахаші                   | Акіра Нішіморі              | 31 березня 2024         |